# Килограм
Килограм е една от седемте основни единици в SI и се използва за физичната величина маса. Международният символ, с който се означава, е kg, официално приет в България, но в популярни издания се използва и кг. Наименованията на кратните и дробните единици на един килограм се образуват с прибавяне на представки към единицата грам (например милиграм, декаграм). Масата на 1 L дестилирана вода при температура 4 °C е приблизително равна на един килограм. Това е първоначалната му дефиниция. До 20 май 2019 г. дефиницията е:
Килограм е единицата за маса; тя е равна на масата на международния еталон на килограма.
Еталонът (или прототипът) на килограма представлява цилиндър с височина и с диаметър равни на 39,17 mm, изработен от сплав на 90 % платина и 10 % иридий и се пази в Международното бюро за мерки и теглилки в Севър, Франция. До 2019 г. килограмът е единствената мерна единица, която се определя с предмет, всички останали се определят чрез фундаментални физични закони или свойства.
На 16 ноември 2018 година на Генерална конференция по теглилки и мерки учените променят дефиницията за килограм. Новото определение е основано на константата на Планк. На 20 май 2019 г. то влиза в сила, след като константата е определена като точно равна на 6,62607015×10-34 kg⋅m2⋅s-1. Тази промяна позволява да се определи килограмът чрез секундата и метъра, като премахва необходимостта от физически еталон. От практическа гледна точка стойността на килограма не се е изменила, но съществуващият „прототип“ (еталон) вече не определя килограма, а е само една много точна теглилка с потенциално измерима неточност.
Въпреки че международният прототип на килограма вече не служи като еталон на килограма като единица от SI, той все още се съхранява в Бюрото за мерки и теглилки, максимално защитен от външни въздействия.
По исторически причини названието килограм вече съдържа представката „кило“, затова кратните единици се образуват с представка пред грам, 1 g = 10−3 kg. Вместо мегаграм (1000 kg) се използва понятието тон, вместо гигаграм се използва килотон и вместо тераграм се използва мегатон.

## Определение
Грамът, 1/1000 от килограма, е временно дефиниран през 1795 г. като масата на един кубичен сантиметър вода при температурата на топене на леда. Окончателният килограм, превърнат в еталон през 1799 г. и на който е базиран Международният еталон за килограм от 1875 г., има маса, равна на масата на 1 кубичен дециметър вода при нейната максимална плътност, при приблизително 4 °C.
Килограмът е единствената основна единица в SI с представка („кило-“) в името. Това бе и единствената единица в SI, която се дефинираше чрез конкретен предмет, а не чрез фундаментална физическа характеристика, която да може да се възпроизведе в различни лаборатории. Три други основни единици (кандела, ампер, мол) и 17 производни единици (нютон, паскал, джаул, ват, кулон, волт, фарад, ом, сименс, вебер, тесла, хенри, катал, грей, сиверт, лумен, лукс) в SI се дефинират чрез килограма, така че неговата устойчивост е от особено значение. Само 8 други единици не изискват килограма в дефиницията си – за температура (келвин, градус Целзий), време и честота (секунда, херц, бекерел), дължина (метър) и ъгъл (радиан, стерадиан).
Новото определение за килограм е на базата на връзката между масата и константата на Планк – една от основните константи в квантовата механика. Новото определение за единицата килограм е:
| „ | Единицата за маса „килограм“ се определя, като фиксираната числена стойност на константата на Планк h се приема за 6,626 070 15×10-34, изразена в единицата J s, равна на kg m2 s-1, където метърът и секундата се определят посредством c и {\displaystyle \Delta \nu _{\text{Cs}}}, и се означава с „kg“. | “ |

## Природа на масата
Във всекидневието много често думите маса и тегло се използват за едно и също нещо, което е грешка. Масата е скаларна величина и се измерва в kg, докато теглото е векторна величина, представлява гравитационната сила и се измерва в N или килограм-сила.
Килограмът е единица за маса – величина, която съответства на ежедневното разбиране за това, колко „тежък“ е даден предмет. От физична гледна точка масата е инерционно свойство – свързана е със склонността на даден предмет да остава в покой или да запазва движението си с постоянна скорост, докато върху него не бъде приложена сила. Съгласно втория закон на Нютон (F = ma), ако към предмет с маса m от един килограм се приложи сила F от един нютон, той ще получи ускорение a от един метър в секунда на квадрат (1 m/s²), което съответства приблизително на една десета от земното ускорение.
Докато теглото на даден предмет зависи от силата на гравитационното поле на мястото, на което се намира, масата му остава независима от гравитацията, тъй като тя е мярка за количеството вещество, което съдържа предмета. По тази причина за космонавтите, намиращи се в микрогравитация, не се изисква усилие, за да задържат предметите над пода (те са „безтегловни“), но тъй като предметите запазват своята маса и инертност и при микрогравитация, космонавтът трябва да използва десет пъти по-голяма сила, за да ускори до определена скорост предмет от 10 kg, в сравнение с предмет от 1 kg.
Тъй като във всяка точка на Земята теглото на даден обект е пропорционална на масата му, масата на предметите в килограми обикновено се измерва, като се сравнява теглото им с теглото на стандартни предмети с известна маса при използването на устройство, наречено везна. Съотношението на гравитационните сили, действащи върху двата предмета, измерено от везната, е равно на съотношението на техните маси.

## Единици за маса
| Стойност                                                                   | Символ                        | Име                                                                                           |  | Стойност                                                         | Символ                         | Име                                                                                              |
| -------------------------------------------------------------------------- | ----------------------------- | --------------------------------------------------------------------------------------------- |  | ---------------------------------------------------------------- | ------------------------------ | ------------------------------------------------------------------------------------------------ |
| 10-1 g 10-2 g 10-3 g 10-6 g 10-9 g 10-12 g 10-15 g 10-18 g 10-21 g 10-24 g | dg cg mg µg ng pg fg ag zg yg | дециграм сантиграм милиграм микрограм нанограм пикограм фемтограм атограм септограм йоктограм |  | 101 g 102 g 103 g 106 g 109 g 1012 g 1015 g 1018 g 1021 g 1024 g | dag hg kg Mg Gg Tg Pg Eg Zg Yg | декаграм хектограм килограм мегаграм (тон) гигаграм тераграм петаграм ексаграм сетаграм йотаграм |

## История

### „Килограмът от Архива“
На 7 април 1795 г. във Франция е дефиниран грамът като „абсолютното тегло на обема чиста вода, равен на куб със страна една стотна част от метъра при температурата на топене на леда.“ Идеята за използване на специфичния обем на водата за определяне на масата най-напред е лансирана от английския философ Джон Уилкинс през 1668 г. като начин за свързване на маса и дължина.
Тъй като стопанството и бита обикновено се използват предмети с много по-голяма маса от един грам, и тъй като еталон, изработен от вода, би бил нестабилен и неудобен, се наложило по-практично решение на еталон. По тази причина през 1799 г. като временен еталон е изработено монолитно метално тяло от платина, 1000 пъти по-тежко и масивно от грама.
По същото време започва работа по точното определяне на масата на един кубичен дециметър (литър) вода. Макар утвърдената в правителствения декрет дефиниция на килограма да определя водата да бъде с температура 0 °C, след няколкогодишни изследвания Луи Льофевр-Жино и Джовани Фаброни решават да предефинират през 1799 г. еталона чрез плътността – по тяхното определение водата трябва да има максимална плътност, като по това време се смята, че това става при 4 °C (съвременните измервания с по-голяма точност дават стойност от 3,984 °C). Льофевр-Жино и Фаброни установяват, че един кубичен дециметър вода при максимална плътност е равен на 99,9265% от масата на временния еталон, изработен четири години по-рано. През същата 1799 г. е изработен от платина нов еталон, който трябва да бъде равен, доколкото това е възможно по това време, на масата на един кубичен дециметър вода при температура 4 °C. Еталонът е предаден на Архива на Републиката през юни, а на 10 декември 1799 г. е официално утвърден като „килограмът от Архива“ и единицата килограм е дефинирана като равна на неговата маса. Този еталон се използва през следващите 90 години.

### Международен еталон на килограма
През 1889 г. килограмът е дефиниран като равен на масата на конкретен предмет – международен еталон на килограма, – често наричан в професионалния свят на метрологията IPK (от английски: International prototype kilogram). Международният еталон е изработен от платинената сплав Pt-10Ir, съставена от 90% платина и 10% иридий (по маса), обработена в прав кръгов цилиндър с диаметър 39,17 mm и височина, равна на диаметъра, за да се сведе до минимум околната му повърхнина. Добавянето на 10% иридий подобрява изцяло платинения „килограм от Архива“, като значително увеличава твърдостта, но същевременно запазва много от качествата на платината – изключителна устойчивост на окисление, изключително висока плътност, задоволителна електрическа и топлинна проводимост и ниска магнитна възприемчивост. Международният еталон и негови шест копия са съхранявани в Международното бюро по мерки и теглилки (на френски: Bureau International des Poids et Mesures, BIPM) в сейф с контролирана среда в подземието на сградата на Бюрото в Сен Клу (пощенският адрес на комплекса е в съседния Севър, но еталонът се намира в „Павилион дьо Бретьой“ на територията на Сен Клу), в покрайнините на Париж. Три независимо управлявани ключа са необходими за отваряне на трезора. Официални копия на Международния еталон са предоставени на други държави, за да служат като техни национални еталони. Те се сравняват с оригиналния Международен еталон приблизително на всеки 40 години, осигурявайки връзката между местните измервания и Международния еталон.
Конвенцията за метъра, подписана на 20 май 1875 г., допълнително формализира метричната система, станала по-късно основа на Международната система единици (SI). Подписването на конвенцията води до изработването на Международния еталон на килограма – един от три цилиндъра, създадени през 1879 г. от британската компания „Johnson Matthey“ (тя продължава и впоследствие да произвежда почти всички национални еталони). През 1883 г. се установява, че масата на Международния еталон практически не се отличава от масата на „килограма от Архива“, направен осемдесет и четири години преди това, след което той е официално утвърден като еталон от първата Обща конференция по мерките и теглилките през 1889 г.
Съвременните измервания на Виенския стандарт на средната океанска вода, която е чиста дестилирана вода с изотопен състав, представителен за средната стойност на Световния океан, показват, че тя е с плътност 0,999975 ±0,000001 kg/L в точката си на максимална плътност (3,984 °C) при стандартно атмосферно налягане (760 mmHg или 101 325 Pa). Така, един кубичен дециметър вода при точката си на максимална плътност е само с 25 милионни части по-малка маса от Международния еталон.
Различните копия на Международния прототип за килограм имат следните означения в литературата:
- Самият Международен еталон IPK – намира се в Сен Клу, Франция.
- Шест директни копия, номерирани K1, 7, 8(41), 32, 43 и 47 – намират се в Сен Клу, Франция.
- Десет работни копия – осем (9, 31, 42′, 63, 77, 88, 91 и 650) за редовна употреба и две (25 и 73) за специални нужди.[16] – намират се в Сен Клу, Франция
- Национални еталони, съхранявани в:[17][18][19][20] Австралия (44 и 87), Австрия (49), Белгия (28 и 37), Бразилия (66), Великобритания (18,[21] 81 and 82), Германия (52, 55 и 70), Дания (48), Египет (58), Израел (71), Индия (57), Индонезия (46), Испания (24 и 3), Италия (5 и 76), Канада (50 и 74), Кения (95), Китай (60 и 64; 75 в Хонконг), Мексико (21, 90 и 96), Нидерландия (53), Норвегия (36), Пакистан (93), Полша (51), Португалия (69), Румъния (2), Русия (12 и 26),[22] САЩ (20,[23] 4, 79, 85 и 92), Северна Корея (68), Сингапур (83), Словакия (41 и 65), Сърбия (11 и 29), Тайван (78), Тайланд (80), Турция (54),[24] Унгария (16), Финландия (23), Франция (35), Чехия (67), Швейцария (38 и 89), Швеция (40 и 86),[25] ЮАР (56), Южна Корея (39, 72 и 84), Япония (6 и 94).
- Няколко допълнителни копия, съхранявани от ненационални организации, като Френската академия на науките в Париж (34) и Института по метрология в Торино (62).[17]

### Проблеми с Международния еталон за килограм
По определение грешката в измерената стойност на масата на Международния еталон за килограм е точно нула – Международният еталон е килограмът. Същевременно промени в масата на Международния еталон могат да бъдат открити, сравнявайки неговата маса с тази на неговите официални копия по света – това е рядко извършвана процедура, наричана „периодична проверка“. Такива проверки са правени три пъти в историята – през 1889, 1948 и 1989 година. Например Съединените щати притежават четири Pt–10Ir еталона, два от които, K4 и K20 са от оригиналната серия от 40 копия, изработени през 1884 година. K20 е определен за основен национален еталон за маса на Съединените щати. Тези два еталона, както и еталоните на другите страни по света, периодично се изпращат в Международното бюро за мерки и теглилки за проверка, като се транспортират изключително грижливо. През 1984 година K4 и K20 са пренесени на ръка в пътническите кабини на два отделни граждански самолета.
Трябва да се отбележи, че нито едно копие не е с маса, точно равна на тази на Международния еталон – масите им са калибрирани и документирани чрез отмествания в стойностите. Например основният американски еталон K20 първоначално (през 1889 година) има официална маса от 1 kg − 39 μg), т.е. е с 39 µg по-лек от Международния еталон. Проверката, извършена през 1948 година показва маса от 1 kg − 19 µg. Последната проверка от 1989 година показва маса, точно равна на първоначалната стойност от 1889 година. За разлика от тези разнопосочни промени, масата на американския контролен еталон K4 постоянно намалява спрямо Международния еталон, като причината за това е известна. Контролните еталони се използват много по-често от основните и са подложени на надраскване и други форми на износване. K4 първоначално има официална маса от 1 kg − 75 µg през 1889 година, но към 1989 година официално е калибриран до 1 kg − 106 µg, а десет години по-късно е 1 kg − 116 µg. За период от 110 години K4 губи 41 µg спрямо Международния еталон.
Освен простото износване, на което са подложени контролните еталони, дори масата на грижливо съхраняваните национални еталони може да се отклони от тази на Международния еталон по различни причини, някои от които са известни, а други не. Тъй като Международният еталон и неговите копия се съхраняват във въздух, макар и под два или повече стъклени похлупака, масата им се увеличава чрез адсорбция на атмосферни замърсители по повърхността. По тази причина те се почистват чрез процес, разработен от Международното бюро за мерки и теглилки между 1939 и 1946 година – изтриване с гюдерия, намокрена с равни части етер и етанол, последвано от парно почистване с двойно дестилирана вода, след което еталоните отлежават 7 до 10 дни преди да бъдат проверени. Преди публикувания пред 1994 година доклад на Международното бюро за мерки и теглилки за относителните промени в масата на еталоните различните стандартизационни организации използват различни техники за почистване на своите еталони. Например в Съединените щати дотогава те се потапят и изплакват първо в бензен, след това в етанол и накрая се почистват със струя от двойно дестилирана вода. Почистването на еталоните отстранява между 5 и 60 µg замърсители в зависимост главно от времето от предходното почистване. Повторно почистване може да премахне още до 10 µg. Непосредствено след почистването еталоните започват отново да трупат допълнителна маса и Международното бюро разработва специален модел за нейната оценка – средно по 1,11 µg месечно за първите 3 месеца след почистването и 1 µg годишно след това. Тъй като контролните еталони не се почистват при рутинно калибриране на други еталони, за да не се износват или повреждат, моделът на Международното бюро се използва за изчисляването коригираща добавка според времето, изминало след последното почистване.